# Luigi Cadorna (croiseur)
Pour les articles homonymes, voir Luigi Cadorna et Cadorna.
Le Luigi Cadorna était un croiseur léger de classe Luigi Cadorna ayant servi dans la Regia Marina pendant la Seconde Guerre mondiale. Il fut baptisé en l'honneur de Luigi Cadorna, chef d'état major de l'Armée de terre italienne durant la Première Guerre mondiale.

## Historique

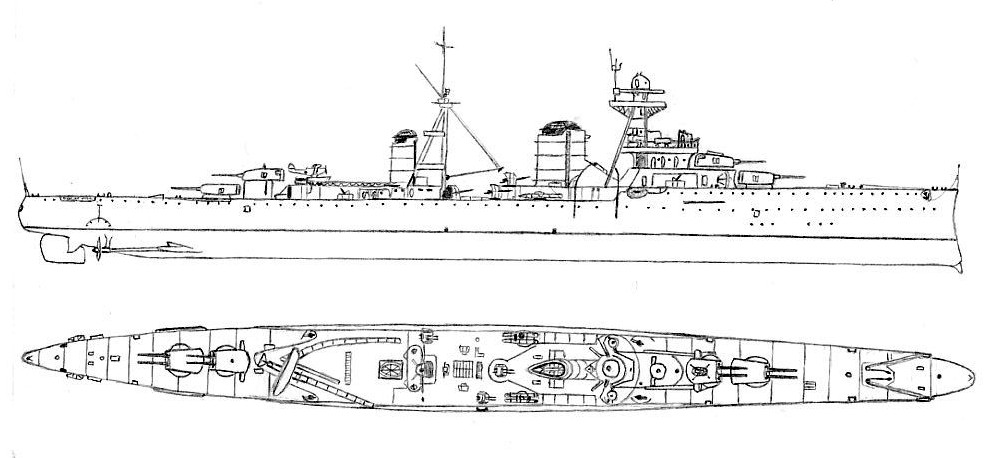
Plan du Luigi Cadorna.

Après son admission au service actif, le croiseur léger participe à la guerre d'Espagne où l'Italie soutient les nationalistes avant de soutenir l'invasion italienne de l'Albanie en avril 1939. 
Lorsque l'Italie entre en guerre le 9 juin 1940, le Luigi Cadorna appartient à la 4e Division de croiseurs, menant des opérations de mouillage de mines pour protéger Lampedusa. Il participe ensuite à la bataille de Calabre le 9 juillet 1940, où il esquive une attaque à la torpille, engage des avions ennemis et aide son sister-ship Armando Diaz ayant des problèmes de chaudière.
Mis en réserve le 12 février 1941, il est cependant promptement réarmé pour servir de transport rapide et d'escorteur pour ravitailler ou protéger les cargos ravitaillant les forces de l'Axe en Afrique du Nord. 
En janvier 1942, il est transféré à Pula où il est employé comme navire-école. Après un petit carénage en mai/juin 1943, il est réaffecté à la 8e Division de croiseurs le 14 juin. 
Du 24 au 30 juin, il transporte des troupes en Albanie avant de gagner Tarente le 3 juillet 1943 pour mouiller cinq champs de mines défensifs dans le golfe de Tarente en compagnie du croiseur léger Scipione Africano, notamment pour protéger la grande base de la Regia Marina.
Après l'armistice en septembre 1943 entre le gouvernement Badoglio et les Alliés, le croiseur gagne Malte en compagnie des restes de la flotte italienne. Il gagne ensuite Alexandrie le 14 septembre mais dès le mois d'octobre, il regagne Tarente, servant de transport de troupes pour rapatrier les anciens prisonniers de guerre italien. 
En 1943, le Cadorna reçoit deux autres affûts doubles de 20 mm qui ont remplacé la catapulte. En 1944, ses tubes lance-torpilles sont retirés.
Après le traité de Paix de Paris le 10 février 1947, il forme le noyau de la toute nouvelle Marina Militare Italiana. En raison de son âge et de son usure, il est utilisé comme navire d'entrainement jusqu'à ce qu'il soit rayé des registres et vendu à la démolition en mai 1951. 